# Samrong (huyện)
Samrong (tiếng Thái: สำโรง) là một huyện (amphoe) ở phía tây của tỉnh Ubon Ratchathani, đông bắc Thái Lan.

## Lịch sử
Tiểu huyện (king amphoe) Samrong đã được lập ngày 15 tháng 4 năm 1985, khi 6 tambon Samrong, Khok Kong, Nong Hai, Kho Noi, Non Ka Len và Khok Sawang được tách ra từ Warin Chamrap. Đơn vị này đã được nâng cấp thành huyện ngày 9 tháng 5 năm 1992.

## Địa lý
Các huyện giáp ranh (từ phía bắc theo chiều kim đồng hồ) là: Warin Chamrap, Det Udom của tỉnh Ubon Ratchathani, Non Khun và Kanthararom của tỉnh Sisaket.

## Hành chính
Huyện này được chia thành 9 phó huyện (tambon), các đơn vị này lại được chia ra thành 111 làng (muban). Không có khu vực đô thị, có 9 Tổ chức hành chính tambon.
| STT. | Tên         | Tên Thái | Số làng | Dân số |  |
| ---- | ----------- | -------- | ------- | ------ |  |
| 1.   | Samrong     | สำโรง    | 15      | 6.690  |  |
| 2.   | Khok Kong   | โคกก่อง   | 17      | 5.703  |  |
| 3.   | Nong Hai    | หนองไฮ   | 12      | 6.250  |  |
| 4.   | Kho Noi     | ค้อน้อย    | 17      | 7.678  |  |
| 5.   | Non Ka Len  | โนนกาเล็น | 12      | 7.563  |  |
| 6.   | Khok Sawang | โคกสว่าง  | 12      | 7.905  |  |
| 7.   | Non Klang   | โนนกลาง  | 10      | 4.366  |  |
| 8.   | Bon         | บอน      | 7       | 3.268  |  |
| 9.   | Kham Pom    | ขามป้อม   | 9       | 2.536  |  |